# Близнаці (Варненська область)
Близна́ці (болг. Близнаци) — село у Варненській області Болгарії. Входить до складу общини Аврен.

## Населення
За даними перепису населення 2011 року у селі проживали 768 осіб.
Національний склад населення села:
| Національність   | Кількість осіб | Відсоток |
| ---------------- | -------------- | -------- |
| болгари          | 706            | 94,8%    |
| турки            | 15             | 2,0%     |
| цигани           | 7              | 0,9%     |
| Всього відповіли | 745            |          |

Розподіл населення за віком у 2011 році:
Динаміка населення: